# Autoroute A22
L’autoroute A22 è un'autostrada francese che parte dalla Strada Nazionale N356 e arriva al confine con il Belgio nei pressi di Gand. È lunga 15,5 KM ed ha 18 uscite.